# Szomália világörökségi helyszínei
Szomália területéről eddig egy helyszín sem került fel a világörökségi listára, három helyszín a javaslati listán várakozik felvételre. 
| Megnevezés                             | Kép | Típus      | Kritérium      | Év   | Link |
| -------------------------------------- | --- | ---------- | -------------- | ---- | ---- |
| Hobyo füves és cserjés terület         |     | Természeti | IX, X          | 2024 |      |
| Bushbushle Nemzeti Park                |     | Természeti | IX, X          | 2024 |      |
| Secondo-Lido világítótorony, Mogadishu |     | Kulturális | I, II, III, IV | 2025 |      |